# Теа Леони
Елизабет Теа Панталеони (на английски: Elizabeth Téa Pantaleoni), по известна като Теа Леони (Téa Leoni), е американска актриса.

## Частична филмография
- 1992 – „Тяхната собствена лига“ (A League of Their Own)
- 1994 – „Уайът Ърп“ (Wyatt Earp)
- 1995 – „Лоши момчета“ (Bad Boys)
- 1996 – „Купон с дявола“ (Flirting with Disaster)
- 1998 – „Смъртоносно влияние“ (Deep Impact)
- 2000 – „Семеен човек“ (The Family Man)
- 2001 – „Джурасик парк III“ (Jurassic Park III)
- 2002 – „Всички мои познати“ (People I Know)
- 2002 – „Холивудски финал“ (Hollywood Ending)
- 2004 – „Затворът на миналото“ (House of D)
- 2004 – „Спенглиш“ (Spanglish)
- 2005 – „Купон с Дик и Джейн“ (Fun with Dick and Jane)
- 2008 – „Градът на духовете“ (Ghost Town)
- 2011 – „Кинти в небето“ (Tower Heist)